# Kreis Fischhausen
| Kreis Fischhausen        | Kreis Fischhausen                                                 |
| ------------------------ | ----------------------------------------------------------------- |
| Preußische Provinz       | Ostpreußen (1818–1829) Preußen (1829–1878) Ostpreußen (1878–1939) |
| Regierungsbezirk         | Königsberg                                                        |
| Kreisstadt               | Fischhausen                                                       |
| Fläche                   | 1.065 km² (1910)                                                  |
| Einwohner                | 52.464 (1910)                                                     |
| Bevölkerungsdichte       | 49 Einwohner/km² (1910)                                           |
|                          |                                                                   |
| Kreis Fischhausen (1890) |                                                                   |

Der Kreis Fischhausen war von 1818 bis 1939 ein Landkreis im Regierungsbezirk Königsberg in Ostpreußen, der den Westen des Samlandes umfasste. Das Landratsamt war in der Stadt Fischhausen. 1910 hatte der Kreis auf einer Fläche von 1065 km² 52.464 Einwohner.

## Geschichte
Das Gebiet des späteren Kreises Fischhausen gehörte seit der ostpreußischen Kreisreform von 1752 zum damaligen Kreis Schaaken, der die alten ostpreußischen Hauptämter Schaaken, Fischhausen und Neuhausen umfasste.
Im Rahmen der preußischen Verwaltungsreformen ergab sich mit der „Verordnung wegen verbesserter Einrichtung der Provinzialbehörden“ vom 30. April 1815 die Notwendigkeit einer umfassenden Kreisreform in ganz Ostpreußen, da sich die 1752 eingerichteten Kreise als unzweckmäßig und zu groß erwiesen hatten. Zum 1. Februar 1818 wurde im Regierungsbezirk Königsberg der preußischen Provinz Ostpreußen aus dem westlichen Teil des Kreises Schaaken der neue Kreis Fischhausen gebildet. Das Landratsamt war in Fischhausen.
Zum Kreis gehörte das Gebiet der Kirchspiele Kumehnen, Fischhausen, Germau, Heiligenkreutz, Kunzen, Laptau, Lochstädt, Medenau, Pillau, Pobethen, Rudau, Sankt Lorenz, Thierenberg und Wargen.
Seit dem 3. Dezember 1829 gehörte der Kreis zur neuen Provinz Preußen mit dem Sitz in Königsberg i. Pr. Seit dem 1. Juli 1867 gehörte der Kreis zum Norddeutschen Bund und ab dem 1. Januar 1871 zum Deutschen Reich. Nach der Teilung der Provinz Preußen in die Provinzen Ostpreußen und Westpreußen wurde der Kreis Fischhausen am 1. April 1878 Bestandteil Ostpreußens.
Am 30. September 1928 fand im Kreis Fischhausen entsprechend der Entwicklung im übrigen Freistaat Preußen eine Gebietsreform statt, bei der fast alle Gutsbezirke aufgelöst und benachbarten Landgemeinden zugeteilt wurden.
Zum 1. April 1939 wurde der Kreis Fischhausen aufgelöst. Die Gemeinde Tannenwalde wurde in die Stadt Königsberg (Preußen) eingemeindet.
Die Gemeinde Sorgenau wurde nach Palmnicken und die Gemeinden Neplecken sowie Zimmerbude nach Peyse eingemeindet. Alle übrigen Gemeinden kamen zum neuen Kreis Samland.
Gegen Ende des Zweiten Weltkriegs wurde das Kreisgebiet im Frühjahr 1945 durch die Rote Armee besetzt und kam danach unter sowjetische Verwaltung.

## Einwohnerentwicklung
| Jahr | Einwohner | Quelle |
| ---- | --------- | ------ |
| 1818 | 26.745    | [ 7 ]  |
| 1846 | 37.123    | [ 8 ]  |
| 1871 | 47.103    | [ 9 ]  |
| 1890 | 51.867    | [ 10 ] |
| 1900 | 53.063    | [ 10 ] |
| 1910 | 52.464    | [ 10 ] |
| 1925 | 61.448    | [ 10 ] |
| 1933 | 65.002    | [ 10 ] |

## Politik

### Landräte
Folgende Personen waren als Landrat im Amt:
- 1818–182200von Gerlach[11]
- 1822–182400von Schwerin (komm.)
- 1824–183300von Auer
- 1833–183700Bruno Abegg
- 1837–185100Kurt von Bardeleben
- 1851–185200von der Goltz (komm.)
- 1852–185400von Montowt (komm./Leutnant)[12]
- 1854–185500Kröck (komm.)
- 1855–188600Otto Friedrich Theodor Kuhn[13]
- 18860000000Wilhelm von Waldow
- 1886–189800Erich von Saucken[14]
- 1898–190600Robert von Keyserlingk-Cammerau
- 1906–191700Erich Petersen
- 1917–192100Schluß († 1923)[15]
- 1921–192300Ernst Adolf Döbereiner
- 1923–193100Adolf Hofer
- 1931–193300Erich Rother
- 1933–193400Horst Naudé
- 1934–193700Fritz-Dietlof von der Schulenburg
- 1937–193800Friedrich Hartmann (komm.)

### Wahlen
Im Deutschen Kaiserreich bildete der Kreis Fischhausen zusammen mit dem Landkreis Königsberg i. Pr. den Reichstagswahlkreis Königsberg 4.

### Kommunalverfassung
Der Kreise gliederte sich zunächst in Städte, Landgemeinden und – bis zu deren nahezu vollständigem Wegfall – in Gutsbezirke. Mit Einführung des preußischen Gemeindeverfassungsgesetzes vom 15. Dezember 1933 gab es ab dem 1. Januar 1934 eine einheitliche Kommunalverfassung für alle Gemeinden. Mit Einführung der Deutschen Gemeindeordnung vom 30. Januar 1935 trat zum 1. April 1935 die im Deutschen Reich gültige Kommunalverfassung in Kraft, wonach die bisherigen Landgemeinden nun als Gemeinden bezeichnet wurden. Diese waren in Amtsbezirken zusammengefasst. Am 30. September 1936 erhielt die Stadt Pillau die Bezeichnung »Seestadt Pillau«. Eine neue Kreisverfassung wurde nicht mehr geschaffen; es galt weiterhin die Kreisordnung für die Provinzen Ost- und Westpreußen, Brandenburg, Pommern, Schlesien und Sachsen vom 19. März 1881.

## Gemeinden
Der Kreis Fischhausen umfasste am Ende seines Bestehens am 31. März 1939 zwei Städte, 100 weitere Gemeinden und drei unbewohnte Gutsbezirke:
| - Alt Katzkeim - Bärwalde - Battau - Biegiethen - Bieskobnicken - Bludau - Kranz - Dargen - Dommelkeim - Drebnau - Drugthenen - Eisliethen - Eisseln - Elchdorf - Fischhausen, Stadt - Gaffken - Garbseiden - Geidau - Georgenswalde - Germau - Godnicken - Goldschmiede - Goythenen - Groß Blumenau - Groß Bruch, Gutsbezirk - Groß Dirschkeim - Groß Heydekrug | - Groß Hubnicken - Groß Kuhren - Groß Ladtkeim - Groß Mischen - Grünhoff - Heiligenkreutz - Kallen - Kirschnehnen - Klein Dirschkeim - Klein Hubnicken - Klein Kuhren - Kojehnen - Kraam - Kragau - Kumehnen - Kurische Nehrung, Gutsbezirk - Kurisches Haff, Gutsbezirk - Laptau - Lauknicken - Lengniethen - Lindenau - Loppöhnen - Marienhof - Marscheiten - Medenau - Michelau - Mogahnen | - Mülsen - Nautzwinkel - Neplecken - Neuhäuser - Neukuhren - Norgau - Nöttnicken - Paggehnen - Palmnicken - Perteltnicken - Peyse - Pillau, Seestadt - Pillkoppen - Pobethen - Pojerstieten bei Kumehnen - Posselau - Powayen - Rantau - Rauschen - Regehnen - Rosignaiten - Rossitten - Rothenen - Rudau - Saltnicken - Sanglienen - Sankt Lorenz | - Sarkau - Schalben - Schlakalken - Schorschehnen - Schuditten - Schugsten - Seerappen - Sorgenau - Sorthenen - Syndau - Tannenwalde - Tenkitten - Thierenberg - Trankwitz - Tranßau - Trentitten - Wargen - Weidehnen - Widitten - Wiekau - Wischehnen - Wosegau - Woytnicken - Zimmerbude |

Vor 1939 aufgelöste Gemeinden
| - Alknicken, am 17. Oktober 1928 zu Rantau - Alt Pillau, 1901 zu Pillau - Ankrehnen, am 1. Oktober 1930 zu Eisliethen - Arissau, am 30. September 1928 zu Thierenberg - Backeln, 1898 in einen Gutsbezirk umgewandelt - Bardau, am 30. September 1928 zu Palmnicken - Barthenen, am 17. Oktober 1928 zu Biegiethen - Bohnau, am 30. September 1928 zu Godnicken - Dallwehnen, am 17. Oktober 1928 zu Nastrehnen - Diewens, am 29. Januar 1912 Umwandlung in Gutsbezirk - Dollkeim, am 30. September 1928 zu Kirschnehnen - Drugehnen, am 17. Oktober 1928 zu Klein Dirschkeim - Elenskrug, am 1. Oktober 1929 zu Widitten - Gardwingen, am 1. April 1929 zu Woytnicken - Grebieten, am 17. Oktober 1928 zu Powayen - Groß Drebnau, am 17. Oktober 1928 zu Drebnau - Heiligenkreutz Pfarrhof, am 23. Oktober 1911 zum Gutsbezirk Palmnicken - Ihlnicken, am 17. Oktober 1928 zu Klein Hubnicken - Jaugehnen, am 17. Oktober 1928 zu Paggehnen - Kalkstein, am 17. Oktober 1928 zu Tenkitten - Kamstigall, am 1. April 1937 zu Pillau - Kaporn, am 30. September 1928 zu Groß Heydekrug - Kaspershöfen, am 30. September 1928 zu Bludau - Kiauten, am 1. Januar 1929 zu Laptau - Kiautrienen, am 30. September 1928 zu Perteltnicken - Kirtigehnen, am 1. Dezember 1928 zu Rauschen - Klein Blumenau, am 30. September 1928 zu Groß Blumenau - Klein Drebnau, am 17. Oktober 1928 zu Drebnau - Kobjeiten b. Kumehnen, am 17. Oktober 1928 zu Pojerstieten b. Kumehnen - Kobjeiten b. Sankt Lorenz, 1901 zu Rauschen - Köllmisch Willgaiten, am 30. September 1928 zu Dommelkeim - Kosnehnen, am 30. September 1928 zu Medenau - Kösnicken, am 30. September 1928 zu Perteltnicken - Kotzlauken, am 30. September 1928 zu Groß Ladtkeim - Krattlau, am 30. September 1928 zu Germau - Kraxtepellen, am 30. September 1928 zu Palmnicken - Kreislacken, am 17. Oktober 1928 zu Marscheiten | - Kunzen, 1894 zu Rossitten - Langehnen, 1894 zu Eisliethen - Legehnen, am 17. Oktober 1928 zu Dargen - Lesnicken, 1901 zum Gutsbezirk Nodems - Littausdorf, am 17. Oktober 1928 zu Sanglienen - Lixeiden, am 17. Oktober 1928 zu Schlakalken - Mandtkeim, am 17. Oktober 1928 zu Schalben - Marschenen, am 17. Oktober 1928 zu Widitten - Mossehnen, am 30. September 1928 zu Kragau - Nastrehnen, am 1. April 1929 zu Kumehnen - Neu Katzkeim, 1905 zum Forstgutsbezirk Warnicken - Neutief, am 1. April 1938 zu Pillau - Nodems, 1894 in einen Gutsbezirk umgewandelt - Nortycken, am 15. Februar 1911 zu Sankt Lorenz - Pentekinnen, am 30. September 1928 zu Wiekau - Plautwehnen, 1893 zu Kraam - Pokalkstein, 1893 zu Kraam - Pokirren, am 30. September 1928 zu Grünhoff - Polepen, am 17. Oktober 1928 zu Schorschehnen - Ponacken, am 30. September 1928 zu Wischehnen - Preußisch Battau, am 30. September 1928 zu Battau - Rosehnen, 1893 zu Michelau - Sassau, 1901 zu Rauschen - Saßlauken, am 30. September 1928 zu Kirschnehnen - Schupöhnen, am 30. September 1928 zu Grünhoff - Seefeld, am 30. September 1928 zu Marienhof - Siegesdicken, am 30. September 1928 zu Groß Ladtkeim - Spallwitten, am 17. Oktober 1928 zu Kumehnen - Strobjehnen, am 17. Oktober 1928 zu Garbseiden - Suppliethen, am 30. September 1928 zu Perteltnicken - Tenkieten, am 17. Oktober 1928 zu Schlakalken - Tykrehnen, am 30. September 1928 zu Sankt Lorenz - Weischkitten, am 30. September 1928 zu Michelau - Willkau, am 17. Oktober 1928 zu Lengniethen - Wogram, 1894 zu Alt Pillau - Woydiethen, am 30. September 1928 zu Weidehnen |

Namensänderungen
- 1928 Wangnicken → Heiligenkreutz
- 1938 Norgehnen → Schugsten
- 1906 Pojerstieten bei Wargen → Elchdorf

Im 19. Jahrhundert gehörten die Gutsdörfer Quanditten und Taplacken, 3 Meilen nordöstlich von Fischhausen gelegen, lange im Besitz der Familie von Usedom, ebenso zum Kreis Fischhausen.

## Persönlichkeiten
- Gustav Kordgien (1838–1907), geboren auf Gut Grünhoff
- Emil Neumann (1842–1903), Maler, geboren in Pojerstieten, Kirchspiel Kumehnen
- Arno Motulsky (1923–2018), Arzt und Genetiker, geboren in Fischhausen